# Helmar Müller
Helmar Müller (* 11. August 1939 in Sombor, Königreich Jugoslawien; † 9. Juni 2023 in Kirchheim unter Teck) war ein deutscher Leichtathlet und Fußballfunktionär.
Er gewann – für die Bundesrepublik startend – bei den Olympischen Spielen 1968 in Mexiko-Stadt mit der 4-mal-400-Meter-Staffel die Bronzemedaille (3:00,5 min, Europarekord, zusammen mit Gerhard Hennige, Manfred Kinder und Martin Jellinghaus und Helmar Müller als Startläufer).
Er startete bei diesen Olympischen Spielen auch im 400-Meter-Einzelrennen, schied jedoch im Halbfinale aus.
Helmar Müller gehörte der Leichtathletikabteilung des VfB Stuttgart an. In seiner aktiven Zeit war er 1,80 m groß und wog 74 kg.
Unter dem Cheftrainer István Sztani war Helmar Müller 1975 Co-Trainer der Fußball-Bundesligamannschaft des VfB Stuttgart. Er war zudem von 1975 bis 1987 Vorstandsmitglied und von 1987 bis 1993 Verwaltungsratsmitglied der Stuttgarter. Von 1977 bis 2013 war Müller Mannschaftsbetreuer und Abteilungsleiter der zweiten Fußballmannschaft des VfB. Bereits im Jahr 2002 wurde ihm die Ehrenmitgliedschaft des VfB Stuttgart verliehen.